# Hermann Berthold
August Hermann Berthold (Berlino, 19 agosto 1831 – Berlino, 23 dicembre 1904) è stato un tipografo e imprenditore tedesco.
Fondò nel 1858, a Berlino, l'"Institute for Galvano Technology".  Egli scoprì infatti un metodo per produrre linee circolari dall'ottone anziché dal piombo o dallo zinco. Tali linee erano elastiche, altamente resistenti e producevano ottimi risultati.
L'azienda H. Berthold AG, da lui fondata, era specializzata in nuove lavorazioni tecniche per la stampa.
Hermann Berthold è inoltre famoso per l'aver inventato il punto tipografico Berthold. Egli infatti cercò per la prima volta di adattare l’oramai arcaico punto Didot all’attuale forma di misura metrica, in modo da renderne l’utilizzo più semplice per gli stampatori del tempo.
Berthold infatti definì che 798 punti sarebbero dovuti equivalere a 30 centimetri, dove un metro avrebbe quindi misurato un totale di 2660 punti. Il punto singolo sarebbe di conseguenza ammontato a 0,37593 mm. Questa misura, il punto Berthold, ebbe particolare successo in Germania, Russia ed Europa Orientale.